# Marino Fattori
Marino Fattori (ur. 25 marca 1832, zm. 27 kwietnia 1896) – sanmaryński polityk.
Piastował godność kapitana regenta (październik 1873-kwiecień 1874, kwiecień-październik 1882, kwiecień-październik 1887 oraz październik 1893-kwiecień 1894). Opublikował Ricordi storici della republica di S. Marino (1869).